# Det röda tornet
Det röda tornet är en svensk dramafilm från 1914 i regi av Mauritz Stiller. 

## Om filmen
Filmen premiärvisades 2 november 1914 på Röda Kvarn i Auditorium, Stockholm. Inspelningen skedde vid Svenska Biografteaterns ateljé på Lidingö med exteriörer från Restaurang Foresta Lidingö och det Cedergrenska tornet i Stocksund av Julius Jaenzon. Filmen finns inte bevarad.
Som förlaga hade man ett manuskript Det stjaalne geni, som de bägge danska författarna och journalisterna Marius Wulff och Helge Linck sålt till Svenska Bio. 

## Rollista (i urval)
- Albin Lavén – Barclay, professor, f_d violinvirtuos
- Karin Molander –  Marguerite, dotter till värden på vinstugan
- Gustaf Callmén –  Holbein, bankir
- Carlo Wieth –  Dorian, hans son